# Hibiscus berberidifolius
Hibiscus berberidifolius är en malvaväxtart som beskrevs av Achille Richard. Hibiscus berberidifolius ingår i Hibiskussläktet som ingår i familjen malvaväxter. Inga underarter finns listade i Catalogue of Life.